# Xương Thịnh
Xương Thịnh là một xã thuộc huyện Cẩm Khê, tỉnh Phú Thọ, Việt Nam.
Xã Xương Thịnh có diện tích 5,83 km², dân số năm 1999 là 2.794 người, mật độ dân số đạt 479 người/km².